# Mandy Nicholson
Mandy Nicholson, née le 28 février 1968 à Kingston upon Thames, est une joueuse britannique de hockey sur gazon.
Elle fait partie de l'équipe de Grande-Bretagne de hockey sur gazon féminin médaillée de bronze des Jeux olympiques de 1992 à Barcelone.